# Sydney Earl Chaplin
Sydney Earl Chaplin (Los Ángeles, 31 de marzo de 1926-Rancho Mirage, California, 3 de marzo de 2009) fue un actor de cine y teatro ganador de premios. Tercer hijo de Sir Charles Chaplin y segundo de su segunda esposa, la actriz Lita Grey, a Sydney Chaplin se le puso su nombre por su medio tío Sydney Chaplin (1885-1965).

## Biografía
Lita Grey tenía 16 años cuando se casó con un Charles Chaplin de 35 años de edad en 1924. Sydney nació dos años más tarde, en Beverly Hills. Sus padres se divorciaron un año después. Su hijo mayor, Charles Chaplin Jr., murió en 1968.
Después de servir en la Segunda Guerra Mundial, incluyendo una temporada en Europa, Sydney se dedicó a actuar.
Ganó un premio Tony en 1957 por Mejor Actor Destacado en un Musical por Bells Are Ringing, junto a Judy Holliday;  y recibió una nominación a otro Tony por su actuación como Nicky Arnstein, el primer marido jugador de Fanny Brice, en el musical de Broadway Funny Girl en 1964, junto a Barbra Streisand.
Nunca temió verse implicado personalmente con sus actrices principales, así tuvo una relación con Holliday durante la puesta en escena de "Bells Are Ringing"; cuando terminó, ella se negó a hablar con él o sobre él y dejó de mantener contacto con ninguno de sus amigos. Durante la fase de "Funny Girl", Barbra Streisand, entonces recién casada con Elliott Gould, tenía encuentros furtivos con él en sus vestuarios, hasta que decidió ponerles fin; en ese momento Chaplin comenzó a desorientarla en el escenario susurrándole "nariz" durante su escena de amor de "You Are Woman". Ella le pidió que parase, él no lo hizo; luego presentó cargos por acoso en su contra ante el Actors' Equity.
Sydney apareció en dos de las películas de su padre, Candilejas (1952) y La condesa de Hong Kong (1967).  

## Chaplin's
Fue  propietario y administrador durante mucho tiempo de Chaplin's, un popular restaurante en Palm Springs, California.

## Muerte
Sydney Earl Chaplin murió de un derrame cerebral el 3 de marzo de 2009, 28 días antes de su cumpleaños 83, a la edad de 82 años.  Le sobrevive su esposa, Margaret Chaplin Beebe, su hijo Stephan (de su primer matrimonio) y su nieta Tamara.

## Filmografía Seleccionada
- Candilejas (1952)
- Land of the Pharaohs (1955)
- Confession (1955)
- Abdullah the Great (1955)
- Pillars of the Sky  (1956)
- Fours Girls in Town (1957)
- Quantez (1957)
- La condesa de Hong Kong (1966)
- Double Face (1969)
- El encanto del amor prohibido  (1974)